# Micrurus catamayensis
Espèce
Micrurus catamayensis est une espèce de serpents de la famille des Elapidae. 

## Répartition
Cette espèce est endémique d'Équateur. Elle se rencontre dans la vallée de Catamayo, dans la province de Loja.

## Description
Le plus grand spécimen décrit par Roze mesurait 915 mm dont 73 mm pour la queue.

## Étymologie
Son nom d'espèce, composé de catamay[o] et du suffixe latin -ensis, « qui vit dans, qui habite », lui a été donné en référence au lieu de sa découverte.

## Publication originale
- Roze, 1989 : New species and subspecies of coral snakes, genus Micrurus (Elapidae), with notes on type specimens of several species. American Museum Novitates, n. 2932, p. 1-15 (texte intégral)